# Appleton City
Appleton City est une ville du comté de Saint Clair, dans le Missouri, aux États-Unis,. Située au nord-ouest du comté, elle est fondée en 1870 et baptisée en référence à la maison d'édition D. Appleton & Company. Elle est incorporée en 1871.

## Démographie
Lors du recensement de 2010, la ville comptait une population de 1 127 habitants. Elle est estimée, en 2017, à 1 072 habitants.

### Source de la traduction
- (en) Cet article est partiellement ou en totalité issu de l’article de Wikipédia en anglais intitulé « Appleton City, Missouri » (voir la liste des auteurs).